# P505iS
mova P505iS（ムーバ・ピー ごー まる ご アイ エス）は、パナソニック モバイルコミュニケーションズが開発した、NTTドコモの第二世代携帯電話 (mova) 端末製品。

## 概要
前作P505iから一転、コンパクトな折りたたみ端末から、Flexスタイルと呼ばれる、カメラ重視の回転2軸型折りたたみ端末になった。インカメラが廃止され、メインディスプレイを裏向けにして、2.4インチ大画面液晶を使って、メインカメラで自分撮りができるようになった。カメラ付き携帯電話としては初の、オートフォーカス付きカメラを搭載。また、QRコードリーダーを搭載。画素数もP505iよりも大幅に上がった。その代わり、P504iから続いてきたワンプッシュオープンボタンが廃止された。アンテナは内蔵式になった。また、十字キー部にロールナビボタンという、画面をスクロールするためのボタンが搭載された。

## 歴史
- 2003年7月22日 - 技術基準適合証明（TELEC）通過
- 2003年11月12日 - P505iS 発売。